# Troisième guerre séminole
Pour un article plus général, voir Guerres séminoles.
Guerres séminoles
La troisième guerre séminole (1855-1858) est le nom du troisième et dernier conflit des guerres séminoles opposant le gouvernement des États-Unis à la tribu séminole en Floride.
Le conflit fut mené à la demande des chefs de plantations de Floride par les troupes régulières des États-Unis pour liquider les poches de résistance qui subsistaient après la seconde guerre séminole qui s'était achevée sur un semi-échec en 1842. En 1845, après le deuxième conflit avec les Séminoles, la Floride était devenu un État à part entière et le gouvernement américain décida d'en finir définitivement avec les interférences indiennes sur le territoire.
Elle se solda par le déplacement de moins de trois cents Séminoles de Floride, vers le Territoire indien, situé à l'ouest du Mississippi. La plupart des Séminoles occupaient toujours le sud-ouest de la Floride, les environs du lac Okeechobee et les Everglades. En récompense de leur neutralité lors de la guerre de Sécession, la Constitution de Floride de 1868 donne aux Séminoles un siège dans chacune des deux assemblées législatives de l'État, la chambre des représentants et le sénat. Les Séminoles toutefois n'y siégèrent jamais et l'article fut retiré de la Constitution de 1885.

## Contexte historique

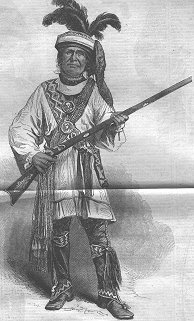
Le chef séminole, Holata Micco ou Billy Bowlegs en 1858.

Après la seconde guerre séminole, la paix est revenue en Floride. Les Amérindiens vivent dans leur réserve et n'en sortent que par petits groupes pour se rendre à Tampa, y faire du commerce et se saouler. Des squatters blancs s'installent par contre de plus en plus près de la Réserve, le président James Polk doit donc, en 1845, prendre un décret établissant une zone tampon de 30 km autour de la Réserve. Aucune terre ne pourra être acquise dans cette zone tampon, aucun titre de propriété n'y sera délivré et le service des Marshals des États-Unis expulsera tout squatter de la zone sur simple demande.
Les autorités de Floride continuent à exercer des pressions afin de faire déporter tous les Amérindiens de leur territoire. En 1846, le capitaine John Titcomb Sprague est nommé responsable de Affaires indiennes de Floride. Il éprouve de grandes difficultés à rencontrer les chefs, qui se méfient de l'armée car certains des leurs ont souvent été faits prisonniers lors de telles rencontres qui étaient cependant placées sous les auspices d'un drapeau blanc. Il parvient cependant à rencontrer tous les chefs en 1847, alors qu'il enquête après un raid sur une ferme. Dans son rapport, il mentionne que les Amérindiens de Floride ne comptent plus que 120 guerriers, dont 70 Séminoles commandés par Billy Bowlegs, 30 Mikasukis emmenés par Sam Jones, 12 Creeks sous les ordres de Chipco, 4 Yuchis et 4 Choctaws. Il estime également le nombre de femmes à 100 et 140 enfants.
En 1849 le département de la Guerre envoie le major-général David E. Twiggs, à la tête de deux compagnies afin d'assurer la sécurité des colons de Floride. À la suite de nouvelles attaques isolées perpétrées par les Amérindiens et en vue d'une déportation en masse, Twiggs se retrouve à la tête d'une force de 1 500 hommes. Il tente cependant d'arriver à ses fins par la corruption plutôt que par la force. Il verse donc de l'argent à certains chefs afin qu'ils acceptent la déportation de leurs tribus. En février 1850, 74 Amérindiens sont ainsi embarqués pour La Nouvelle-Orléans. La tactique de Twiggs est cependant mise à mal lorsqu'un détachement du Seventh Infantry pénètre dans la réserve en mars. Les Amérindiens rompent alors tout contact avec les négociateurs. En avril, Twiggs, dans son rapport à Washington indique qu'il n'y a plus moyen de convaincre de nouveaux Amérindiens à la déportation.
En 1851, le Secrétaire à l'Intérieur donne mission au général Luther Blake de déporter tous les Amérindiens à l'ouest. Il y était parvenu avec les Cherokees de Géorgie en offrant 800 dollars à chaque homme et 450 dollars à chaque femme et enfant qui quittaient l'État. En mars 1852, il sillonne la Floride pour rencontrer les chefs. Comme Billy Bowlegs se montre insistant à vouloir rester en Floride, Blake l'invite, ainsi que plusieurs autres chefs à se rendre à Washington. Le président Millard Fillmore y remet à Bowlegs une médaille et les trois autres chefs sont alors convaincus de signer un accord les autorisant à rester en Floride. On emmène alors les chefs dans une tournée pour leur faire visiter Baltimore, Philadelphie et New York. Cependant, dès leur retour en Floride, les chefs répudient l'accord signé à Washington. Blake est limogé en 1853.
En août 1854, le secrétaire à la Guerre Jefferson Davis lance un programme visant à contraindre les Séminoles à un ultime conflit. Le plan comprend un embargo commercial avec les Amérindiens, la vente des terres du sud de la Floride et une présence plus importante de l'armée afin de protéger les nouveaux colons.

## Le conflit

### Début des hostilités
Fin 1855, l'armée compte 700 hommes stationnés dans la péninsule de Floride. C'est à ce moment que les Séminoles qui envisagent de riposter à la pression croissante qui s'exerce sur eux, trouvent une occasion. Sam Jones semble avoir été à l'origine de cette décision, on indique que Chipco s'y serait opposé. Le 7 décembre 1855, le premier-lieutenant George Hartsuff, qui avait conduit quelques patrouilles au sein de la Réserve, quitte Fort Myers avec dix hommes et deux charriots. Il ne rencontrent aucun Séminole mais traversent quelques champs de maïs et trois villages déserts, dont le village de Billy Bowlegs. Le 19 décembre au soir, Hartsuff fait savoir à ses hommes qu'il retourneront à Fort Myers le lendemain. Alors que les hommes chargent les charriots et sellent leurs montures, le matin suivant (20 décembre 1855), quarante Séminoles conduits par Billy Bowlegs attaquent leur campement. Plusieurs soldats sont abattus, dont Hartsuff. Les Séminoles tuent et scalpent quatre hommes dans le camp, tuent les mules, pillent et brûlent les chariots, avant de s'emparer de quelques chevaux. Sept soldats, dont quatre sont blessés parviennent à rentrer à Fort Myers.

### La guerre
Lorsque la nouvelle de l'attaque arrive à Tampa, les hommes forment une milice et élisent leurs officiers. La troupe ainsi formée marche vers la Peace River valley, recrute de nouveaux volontaires et occupe certains forts le long de la rivière. Le gouverneur James E. Broome commence à organiser de nouvelles compagnies de volontaires. En raison des moyens limités du jeune État, il tente de faire admettre certains volontaires au sein de l'Armée. Le secrétaire à la Guerre Jefferson Davis accepte deux compagnies d'infanterie et trois de cavalerie, soit environ 260 hommes. le gouverneur Broome conserve 400 hommes mobilisés sous le contrôle de l'État. Le général Jesse Carter est nommé par le gouverneur Broome « agent spécial... sans grade militaire » à la tête des troupes de Floride. Carter envoie la moitié de ses hommes s'occuper des récoltes, ainsi seuls 200 volontaires sont envoyés en patrouille. Un journal de Tampa écrit que les patrouilles montées préfèrent avancer en terrain découvert, afin de faciliter l'avance de leur montures, ce qui permet aux Séminoles de les voir venir.
De janvier à mars 1856, on note quelques escarmouches malgré le déploiement de la milice et parfois même aux dépens de ses propres hommes. Les Séminoles lancent des attaques éclairs tout au long de la côte sud de Tampa Bay. Ils s'attaquent même à ce que l'on nomme alors le « Braden Castle », la plantation du docteur Joseph Braden, située sur ce qui est aujourd'hui la ville de Bradenton. Le Castle résiste cependant et les Amérindiens ne repartent qu'avec quelques esclaves et trois mules. La milice se lance à leur poursuite, tuent deux Séminoles et reprend les esclaves et les mules.
En avril, l'Armée et la milice patrouillent. On ne note cependant qu'une véritable bataille, qui dure six heures, près du village de Bowlegs. Quatre soldats sont tués et trois autres blessés avant que les Séminoles ne se retirent. Les Amérindiens continuent d'appliquer leur tactique de guérilla se déplaçant en petits groupes et attaquant rapidement ici et là, ne s'exposant qu'à de très légères pertes. Ils attaquent même un convoi de charriots le 17 mai, en plein centre de la Floride, tuant trois hommes. La poste et le service de voyageurs sont suspendus depuis et à destination de Tampa jusqu'à ce que l'Armée soit en mesure d'assurer leur protection.
Le 14 juin 1856, les Séminoles attaquent une ferme à 3 km de Fort Meade. La fusillade est si dense qu'elle est entendue depuis le fort qui envoie sept miliciens à cheval au secours des fermiers, trois d'entre eux sont tués et deux autres blessés. Le fort envoie de nouveaux hommes à la poursuite des Amérindiens, mais sans succès. Le 16 juin 1856, vingt miliciens du fort Fraser surprennent un groupe de Séminoles le long de la Peace River et en tue quelques-uns. Les miliciens se replient avec deux morts et trois blessés. Ils affirment avoir tué au moins vingt Séminoles, mais les Amérindiens de leur côté ne rapportent que quatre morts et deux blessés.
Les citoyens de Floride sont de plus en plus désenchantés de leur milice. On se plaint que les miliciens prétendent avoir patrouillé alors qu'on les a vus travailler dans leurs champs. On se plaint également de leur oisiveté, de leurs vols et de leur ébriété. On mentionne que les officiers mettent de la mauvaise volonté à remplir leurs rapports. Le pire étant que la milice ne parvient pas à prévenir les attaques contre les colons, ni même à assurer sa propre sécurité.

### Nouvelle stratégie
En septembre 1856, le brigadier-général William S. Harney est renvoyé en Floride en tant que commandant des troupes fédérales. Se souvenant des leçons apprises lors de la seconde guerre séminole, il institue une ligne de forts en travers du territoire et des patrouilles qui pénètrent dans le territoire tenu par les Séminoles. Il envisage de confiner les Amérindiens dans le Big Cypress Swamp et les Everglades, pensant qu'il ne leur sera pas possible d'y survivre pendant la saison des pluies. Il prévoit de les faire prisonniers lorsqu'ils tenteront de quitter les terres inondées. Le plan de Harney prévoit l'utilisation d'embarcations permettant à ses hommes d'occuper les îles et autres terres sèches à l'intérieur des marais où les Amérindiens viendront alors chercher refuge. Il fait cependant une nouvelle tentative de négociation avec les Séminoles mais ne parvient pas à prendre contact avec leurs chefs. Début janvier 1857, il ordonne à ses troupes de rechercher activement les Amérindiens et met en œuvre son plan. Le temps nécessaire à sa stratégie ne lui sera pas accordé, car, en avril, Harney et le Fifth Infantry sont envoyés au Kansas pour y rétablir l'ordre, à la suite d'une révolte que l'on nommera plus tard Bleeding Kansas (l'un des prémices de la guerre de Sécession à venir).
Le colonel Gustaus Loomis remplace le général Harney en tant que commandant en Floride, mais le retrait du Fifth Infantry ne lui laisse que dix compagnies et le Fourth Artillery, qui seront même plus tard réduites à seulement quatre compagnies. Loomis organise des compagnies de volontaires équipées de bateaux. Ces embarcations en métal sont surnommées alligator boats. Elles ont été conçues spécialement pour être utilisées dans le Big Cypress Swamp et les Everglades. Neuf mètres de long, proue et poupe relevées, avec un tirant d'eau maximum de 0,7 mètre, les bateaux peuvent transporter jusqu'à 16 hommes dans les marais. Ces compagnies parviennent à capturer quelques Amérindiens, surtout des femmes et des enfants. L'armée fédérale ne fait pas aussi bien. Quelques officiers, comme le capitaine Abner Doubleday, observe que les Séminoles échappent aisément aux patrouilles de l'armée. Doubleday attribue ce fait à l'inexpérience de la vie dans les bois de ses hommes qui sont pour la plupart de nouveaux immigrants qui se sont récemment engagés.
En 1857, dix compagnies de la milice de Floride sont mises au service des troupes fédérales qui comptent alors 800 hommes en septembre. En novembre, ces troupes capturent dix-huit femmes et enfants appartenant au groupe de Billy Bowlegs et détruisent plusieurs villages et cultures. Les troupes se rendent dans le Big Cypress Swamp dès le nouvel an de 1858 et détruisent à nouveau villages et champs cultivés. Une délégation du Territoire indien arrive en Floride en janvier pour tenter de rencontrer Bowlegs. Les troupes se tiennent alors en retrait et Bowlegs peut enfin être contacté. L'année précédente, les Séminoles se sont enfin vu attribuer leur propre réserve sur le Territoire indien. On promet 500 dollars à chaque guerrier (davantage pour les chefs) et 100 dollars pour chaque femme et enfant. Le 15 mars, les groupes de Bowlegs et Assinwar acceptent l'offre. Le 4 mai, c'est au total 163 Séminoles (dont ceux qui ont été capturés auparavant) qui s'embarquent pour La Nouvelle-Orléans. Le 8 mai 1858, le colonel Loomis déclare que la guerre est finie.

## Conséquences
Lorsque le colonel Loomis déclare la fin de la troisième guerre séminole, on pense alors qu'il ne reste qu'une centaine de Séminoles en Floride. En décembre 1858, une autre tentative est faite pour envoyer le reste des Amérindiens à l'ouest. Deux groupes comptant au total 75 Séminoles acceptent et sont embarqués vers l'ouest le 15 février 1859. Il reste cependant toujours des Séminoles en Floride. Le groupe de Sam Jones vit dans le sud-est de la Floride, entre Miami et Fort Lauderdale. Le groupe de Chipco au nord du lac Okeechobee.
Des familles sont également éparpillées au cœur des marais du sud de la Floride. Depuis que la guerre est officiellement terminée, les Séminoles se tiennent tranquilles, les troupes régulières sont rappelées et les miliciens renvoyés chez eux. Tous les forts construits pendant les guerres séminoles sont retirés du service et bientôt dépouillés par les colons de tout leur matériel réutilisable. En 1862, l'État de Floride contacte Sam Jones, lui promettant de l'aide afin que les Séminoles restent neutres pendant la guerre de Sécession. L'État ne tint pas sa promesse, mais les Séminoles n'étaient pas intéressés par une nouvelle guerre. En récompense de leur neutralité lors de la guerre de Sécession, la Constitution de Floride de 1868 donne aux Séminoles un siège dans chacune des deux assemblées législatives de l'État, la chambre des représentants et le sénat. Les Séminoles toutefois n'y siégèrent jamais et l'article fut retiré de la Constitution de 1885.

## Sources
- (en) Alan Axelrod, America's wars, New York, J. Wiley, 2002, 550 p. (ISBN 978-0-471-32797-4, OCLC 48098383).
- (en) Ian Frederick William Beckett, Modern insurgencies and counter-insurgencies : guerrillas and their opponents since 1750, London ; New York, Routledge, 2001, 268 p. (ISBN 978-0-415-23933-2, OCLC 46401992, lire en ligne).
- (en) James W. Covington, The Seminoles of Florida, Gainesville, Floride, University Press of Florida, 1993, 379 p. (ISBN 978-0-8130-1196-7).
- (en) Joe Knetsch, John Missall et Mary Lou Missall, History of the Third Seminole War, 1849-1858, Havertown, Casemate Publishers, 2018 (ISBN 9781612005768, OCLC 1002831687, lire en ligne).